# Ploceus alienus
Ploceus alienus là một loài chim trong họ Ploceidae.